# Villkorsbergets fornborg
Villkorsberget är en fornborg i Säffle kommun i Värmland. Borgen är ca 140x70 m och är anlagd vid östra kusten av Värmlandsnäs på en bergshöjd, som i öster stupar nästan lodrätt ned mot sjön. I de övriga väderstrecken är berget mera långsluttande och borgområdet begränsas där av en bitvis mycket tydlig 150 meter lång vall där det på sina ställen syns en tydlig vallgrav.
Fornborgen har undersökts arkeologiskt. Fornborgen var bebyggd med mindre hus som användes för boende och verkstäder för tillverkning av ben-, skinn- och hornprodukter samt av bergkristall. Borgen användes under kort tid under 500-talet innan den brändes ner och inte byggdes upp igen.